# Собенко, Николай Михайлович
Николай Михайлович Собенко (6 декабря 1902 года, Ярославль — 2 мая 1960 года, Одесса) — советский военный деятель, полковник (1942 год).

## Начальная биография
Николай Михайлович Собенко родился 6 декабря 1902 года в Ярославле.

## Военная служба

### Довоенное время
21 августа 1922 года призван в ряды РККА и направлен на учёбу в 22-ю пехотную Воронежскую школу, а по её расформировании в феврале 1923 года переведён во 2-ю Московскую пехотную школу имени М. Ю. Ашенбреннера. После окончания школы в сентябре 1924 года направлен в 135-й стрелковый полк (45-я стрелковая дивизия), дислоцированный в Киеве, в составе которого служил на должностях командира стрелкового взвода и взвода полковой школы, командира роты.
В феврале 1930 года направлен на учёбу на агентурное отделение Курсов усовершенствования командного состава по разведке при IV управлении Штаба РККА, после окончания которого с апреля 1931 года служил в 4-м отделе штаба Украинского военного округа на должностях помощника начальника и начальника приграничного разведывательного пункта, помощника начальника 4-го отдела. С декабря 1932 года состоял в распоряжении IV управления Штаба РККА.
В 1935 году окончил два курса вечернего факультета Военной академии имени М. В. Фрунзе, в феврале того же года назначен помощником начальника приграничного разведывательного пункта Разведывательного отдела штаба Украинского военного округа, а в октябре направлен в 82-ю стрелковую дивизию, дислоцированную в Перми, в составе которой служил помощником начальника 1-й части и начальником 1-го отделения и в 1939 году принимал участие в боевых действиях на Халхин-Голе.
В октябре 1939 года майор Н. М. Собенко назначен на должность начальника информационно-разведывательного отдела — старшего помощника начальника Управления штаба 1-й армейской группы, а 18 января 1941 года — на должность начальника отдела боевой подготовки 17-й армии (Забайкальский военный округ).

### Великая Отечественная война
С началом войны находился на прежней должности.
8 октября 1941 года назначен на должность начальника штаба 210-й стрелковой дивизии, а 21 февраля 1942 года подполковник Н. М. Собенко переведён на должность командира 36-й мотострелковой дивизии (85-й стрелковый корпус, 17-я армия, Забайкальский фронт).
С конца августа 1944 года полковник Н. М. Собенко находился в распоряжении Главного управления кадров НКО и в октябре направлен на 1-й Прибалтийский фронт, где 26 октября назначен заместителем командира 92-го стрелкового корпуса, а в начале ноября — командиром 251-й стрелковой дивизии, ведшей боевые действия по блокаде группы войск противника на Курляндском полуострове, а в январе 1945 года принимавшей участие в ходе Инстербургско-Кёнигсбергской наступательной операции. 15 февраля освобождён от занимаемой должности по состоянию здоровья, после чего лечился в военном госпитале и затем в санатории.

### Послевоенная карьера
С 17 мая 1945 года находился в распоряжении Главного управления кадров НКО и 22 июня направлен в Одесский военный округ, где назначен начальником отдела боевой подготовки, 17 сентября 1945 года — заместителем начальника Управления боевой и физической подготовки округа, а в январе 1951 года — начальником 2-го отдела этого управления.
Полковник Николай Михайлович Собенко 28 августа 1951 года вышел в запас по болезни. Умер 2 мая 1960 года в Одессе.

## Награды
- Орден Ленина (06.11.1947);
- Два ордена Красного Знамени (17.11.1939, 03.11.1944);
- Орден Отечественной войны I степени (16.04.1945);
- Орден Красной Звезды (25.01.1944);
- Медали.